# Semplice (Motta)
Semplice è il terzo album in studio del cantautore italiano Motta, pubblicato il 30 aprile 2021.
L'album è stato posizionato al ventesimo posto della classifica dei 20 migliori dischi italiani dell'anno stilata dalla rivista Rolling Stone Italia.

## Tracce
1. A te – 5:11
2. E poi finisco per amarti – 3:45
3. Via della luce – 3:24
4. Qualcosa di normale (feat. Alice Motta) – 3:01
5. Quello che non so di te – 2:40
6. Semplice – 5:06
7. Le regole del gioco – 3:10
8. L'estate d'autunno – 3:15
9. Dall'altra parte del tempo – 3:07
10. Quando guardiamo una rosa – 6:56

## Classifiche
| Classifica (2021) | Posizione massima |
| ----------------- | ----------------- |
| Italia            | 13                |